# El Mansouria

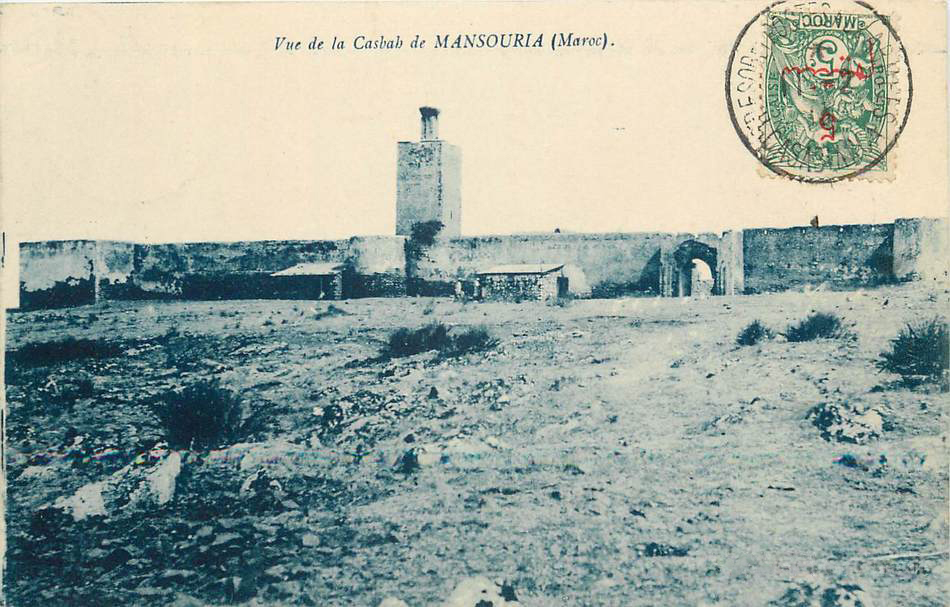
Kasbah Mansouria (um 1900)

El Mansouria ist eine Stadt mit ca. 30.000 Einwohnern in der Provinz Benslimane an der marokkanischen Atlantikküste. Der Name der Stadt bezieht sich auf den Saadier-Sultan Ahmad al-Mansur (reg. 1578–1603) und bedeutet so viel wie „die Siegreiche“.

## Lage und Klima
El Mansouria liegt ca. 38 km (Fahrtstrecke) nordöstlich der Millionenstadt Casablanca bzw. ca. 12 km nordöstlich der Großstadt Mohammedia. Das Klima ist in hohem Maße vom Atlantik geprägt; Regen (ca. 450 mm/Jahr) fällt nahezu ausschließlich im Winterhalbjahr.

## Bevölkerung
| Jahr      | 1994  | 2004   | 2014   | 2024   |
| Einwohner | 8.480 | 12.955 | 19.853 | 29.139 |

Der größere Teil der Bevölkerung besteht aus seit den 1950er Jahren zugewanderten Berberfamilien.

## Wirtschaft
Die Stadt lebt in hohem Maße vom innermarokkanischen Tourismus. Im Rahmen der für das Jahr 2030 geplanten Fußball-Weltmeisterschaft soll ein riesiger Stadionneubau entstehen.

## Geschichte
Der Saadier-Sultan Ahmad al-Mansur gründete zur Abwehr europäischer Mächte eine noch heute erhaltene Festung (kasbah) nahe dem Meer. Diese blieb jedoch über Jahrhunderte weitgehend isoliert. Es entstand zwar ein kleines Dorf in der Umgebung, doch begann die Entwicklung zur Stadt erst in der Zeit der Unabhängigkeit Marokkos (seit 1956).